# Estreito de Kasos
O Estreito de Kassos (em grego : Στενόν Κάσου; Stenón Kásou) é um estreito do Mar Mediterrâneo situado no arquipélago do Dodecaneso entre a ilha de Kasos e o Cabo Sídheros, a leste da ilha de Creta. Este estrito liga o Mar de Creta (a porção sudoeste do Mar Egeu) com o Mar da Líbia. Tem uma largura de cerca de 45 km.